# Entedon thestius
Entedon thestius är en stekelart som först beskrevs av Walker 1839.  Entedon thestius ingår i släktet Entedon och familjen finglanssteklar. Inga underarter finns listade i Catalogue of Life.